# 65. sydlige breddekreds
Den 65. sydlige breddekreds (eller 65 grader sydlig bredde) er en breddekreds, der ligger 65 grader syd for ækvator. Den løber gennem Sydlige Ishav og Antarktis.